# クルミのピクルス

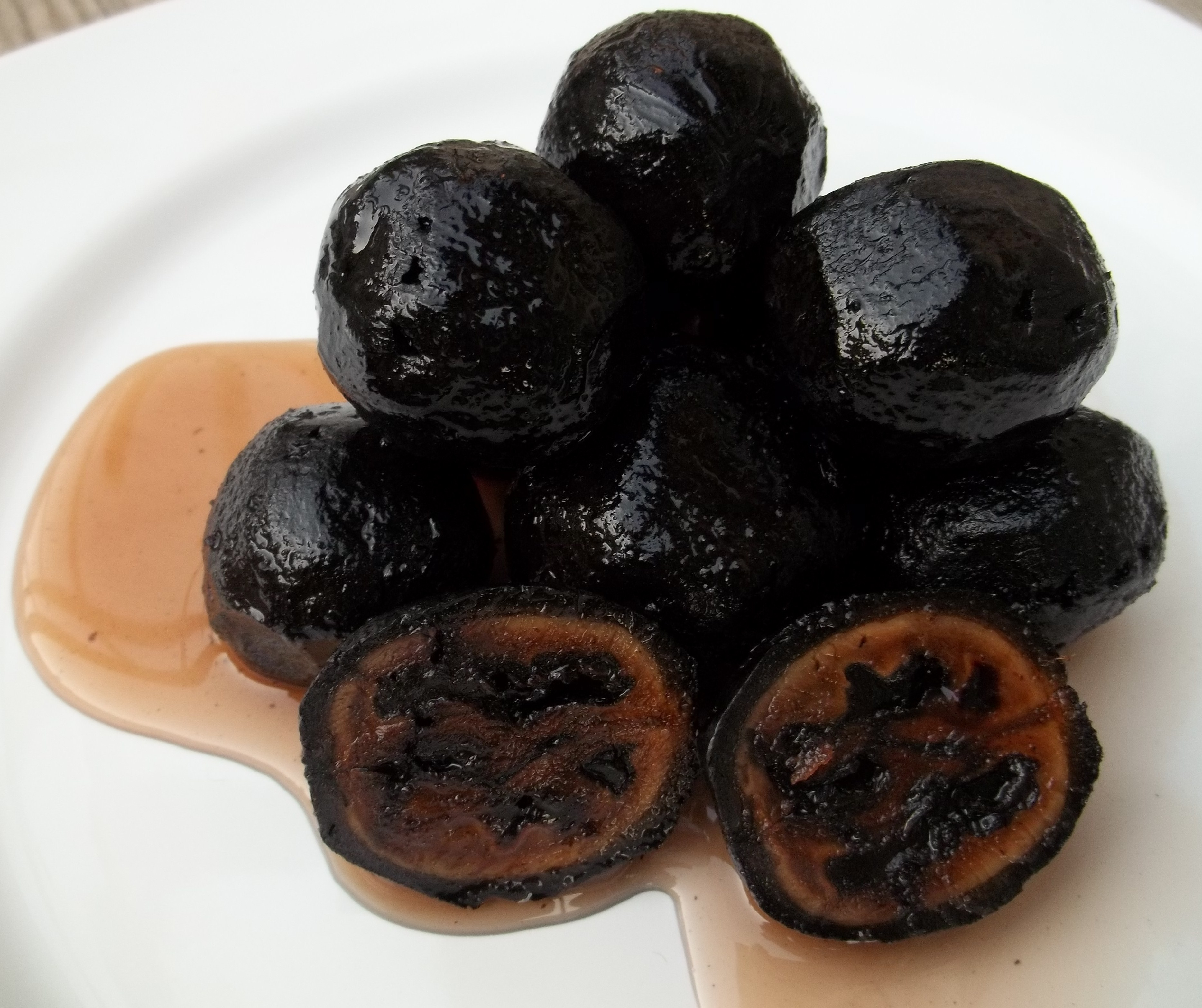
クルミのピクルス

クルミのピクルス（Pickled walnuts）はクルミから作られた、イギリスの伝統的なピクルスである。冷製の七面鳥やハム、ないしブルーチーズのプレートに非常に好ましい付け合わせと見なされている。チャールズ・ディケンズの『ピクウィック・クラブ』では「マトン・チョップとクルミのピクルス」と言及され、イーヴリン・ウォーの『ブライズヘッド再訪』でも取り上げられている。
クルミのピクルスを作るには一週間少々の時間を要する。緑のクルミは酢漬けにする前に塩水に浸けられる。塩水漬けは下拵えと、未熟なクルミから苦みを減ずるのに役立つ。

## 歴史
クルミのピクルスは遅くとも18世紀前半のイギリスで珍味とされていた。このピクルスはいくつかの文学作品で取り上げられている。
植物学者のリチャード・ブラッドリーはクルミのピクルスを1728年の著作 The Country Housewife and Lady's Director で、
今月の初めはクルミを漬ける時期で、この時ならクルミは殻が固くなっておらず、さらにその後のように苦くもなく、中空でもない。身が詰まっており、無駄は出ない。次の方法はバッキンガムの好奇心旺盛な紳士であるフォード氏から学んだもので、経験上最上のものである。このピクルスで考慮しなければならないことが一つあるが、それは誰も玉ねぎや大蒜の味を求めていないということなので省略することができるが、生姜だけは欠かせない。[実際のレシピが続く]
と解説している。
チャールズ・ディケンズは1836年に出版された『ピクウィック・クラブ』の49章で、
しかし、彼はそこにぶっ倒れて横になり、彼をひろいあげてくれた人が、まるで彼がごちそうにとびだしていくように陽気にニコニコし、放血の治療を受けたあとで、生気を取り戻した最初のかすかな兆候は、彼が寝台からとびだし、ワッと笑いだし、洗面器をもっていた若い婦人にキスをし、羊の厚い肉切れと塩漬けのくるみをもってきてくれと要求したことだと言っていたと、叔父がよく話していいたのを聞いたことがあります。みなさん、彼の好物は塩漬けのくるみでした。酢ぬきで食べると、それは、ビールの味をよくするものだということをちゃんと知っている、と彼は言ってました。（強調部分の原文は傍点）
と書いている。
クルミのピクルスはイーヴリン・ウォーの『ブライズヘッド再訪』でも取り上げられている。
The Compleat Housewife（1727年、ロンドン）
には「クルミのピクルスの別のやり方」のレシピが記載されている。先ず、クルミを2か月酢漬けにして、次にディル・シーズ、粒のままのナツメグ、粒胡椒、メース、生姜で香り付けした高品質の酢で煮る。クルミと煮汁は陶器の器に移して冷ます。クルミの実は釉薬がかかった壺に、クローブを突き立てたニンニクとともに移され、スパイスとマスタード・シードを上に載せてからブドウの葉で覆い、漬け込み液を注ぎ込む。
クルミのピクルスは今日でもイングランドでは普通に食べられており、特にスティルトンなどのイングランドのブルーチーズとともにクリスマスに供されている。また他のレシピの中でも使用され、一般に牛肉料理で使われる。

## 製造方法
クルミのピクルスはペルシャグルミと、クログルミという二種類の一般的なクルミの両方の実から作られている。
第一段階は、まだ実が緑色で、殻が固くなる前のクルミを摘むことにある。英国のほとんどのレシピでは6月後半がクルミ摘みに最適の時期であるとしており、摘み手の皮膚を保護するためにゴム手袋の使用が推奨されている。
柔らかいクルミにフォークで穴をあけて塩水に少なくとも10日漬け込んだ後、塩水から引き揚げたクルミを自然乾燥する。クルミを塩水漬けにすることで化学反応が起こり、日光に曝されると果肉が暗褐色から黒色に変化する。
黒くなったクルミを瓶に入れて、漬け込み液を実が隠れる程度まで注ぎ込む。漬け込み液は酢のみのものからスパイスや砂糖を加えたものまでレシピによってさまざまである。瓶は密封され、5日から8週間放置される。